# Planaeschna tamdaoensis
Planaeschna tamdaoensis là loài chuồn chuồn trong họ Aeshnidae. Loài này được Asahina miêu tả khoa học đầu tiên năm 1996.